# Geodia sulcata
Espèce
Geodia sulcata est une espèce d'éponges de la famille des Geodiidae.

## Taxonomie
L'espèce est décrite en 2017 par le biologiste néerlandais Rob van Soest,.
L'holotype de l'espèce provient des eaux situées au large de la Guyane, et a été récolté à une profondeur de 76 m.

### Publication originale
- (en) Rob van Soest, « Sponges of the Guyana Shelf », Zootaxa, vol. 4217, no 1,‎ 2017, p. 97 (DOI 10.11646/zootaxa.4217.1.1, lire en ligne)

## Répartition
L'espèce Geodia sulcata est présente dans les eaux du plateau continental des Guyanes.